# 裵宰希
裵宰希（ペ・ジェヒ、1983年6月13日 - ）は、韓国・ソウル市出身の女子プロゴルファー。

## 人物
2002年に韓国LPGAでプロに転向。日本女子ツアーでは2005年のQTで3位になり、翌2006年から参戦した。2006年シーズンは初優勝こそ果たせなかったものの、年間獲得賞金ランキングで35位になり、シード権を獲得した。2007年のスタジオアリス女子オープンで日本女子ツアー初優勝を果たした。